# Carmela Schmidt
Carmela Schmidt (* 16. Mai 1962 in Halle (Saale)) ist eine ehemalige deutsche Schwimmerin, die für die DDR startete.
Bei den Olympischen Spielen 1980 in Moskau begann ihre internationale Schwimmkarriere mit dem Gewinn zweier Bronzemedaillen über 200 und 400 Meter Freistil. Ein Jahr später konnte sie mit den Siegen über 200 Meter und 800 Meter bei den Europameisterschaften ihre ersten Titel erringen. 1982 gelang ihr dann bei den Weltmeisterschaften der Sieg über die 400-Meter-Freistilstrecke. Sie startete für den SC Chemie Halle. Ihr Trainer war Bernd Hennberg, der auch Cornelia Polit/Embacher und Sybille Schönrock/Ermisch trainierte. Sie studierte von 1984 bis 1988 erfolgreich an der DHFK in Leipzig.
Carmela Schmidt Ertel war mit dem Ruderer Carl Ertel verheiratet.